# 휴우가 히나타

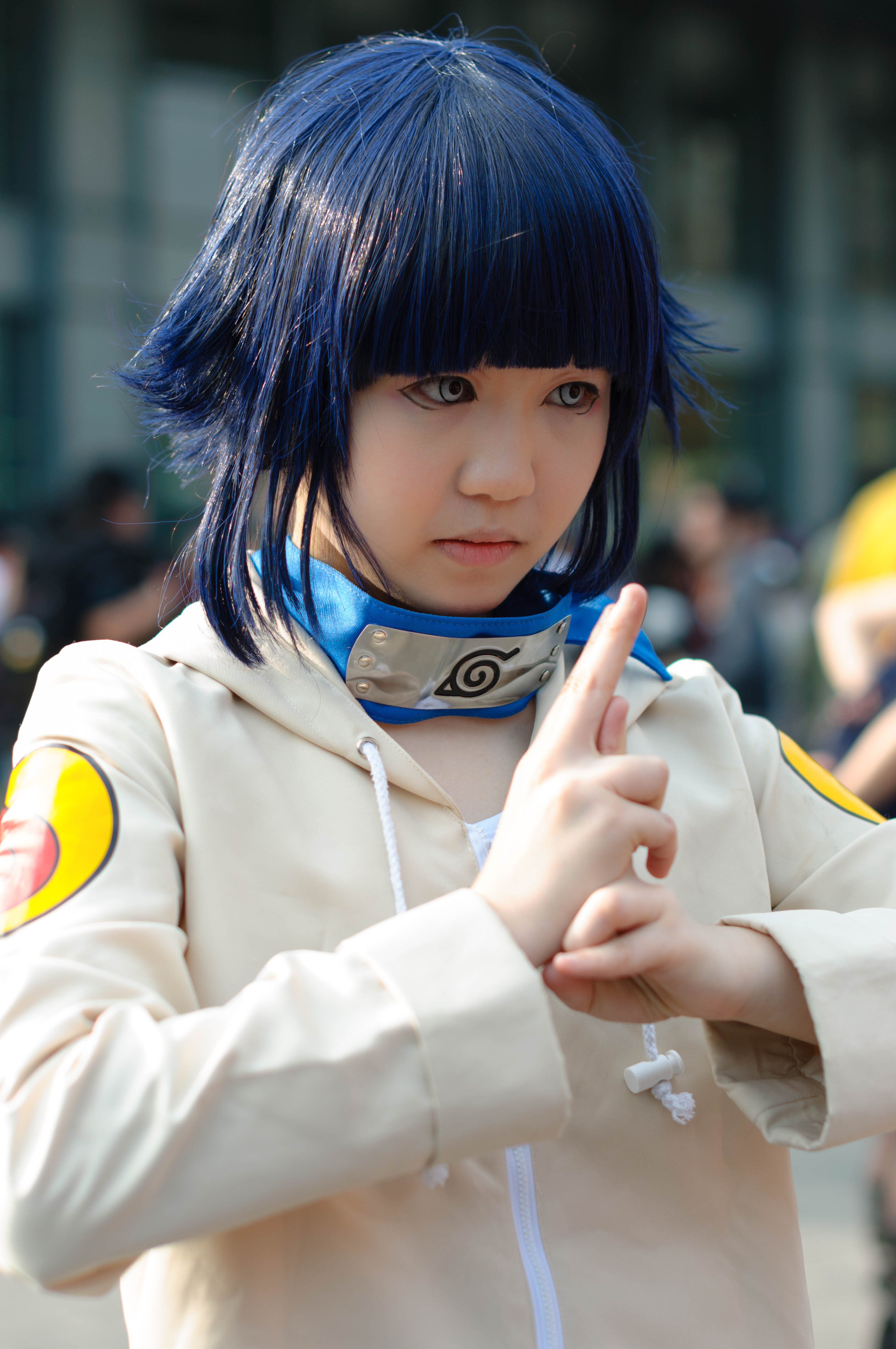
코스프레 모습

휴우가 히나타(日向 ヒナタ)는 만화 《나루토》의 등장인물이다.
성우(한국/일본/미국): 미즈키 나나 / 정유미 / 스테퍼니 셰이
상급닌자 유우히 쿠레나이가 담당하고 있는 제8반의 닌자이다. 하루토 레이의절친이자친구인 휴우가 일족의 일원으로, 휴우가 히아시의 장녀이다. 휴우가 하나비의 언니이자 휴우가 네지의 사촌 동생이다.
종가의 장녀로 장차 휴우가의 당주가 될 소녀이지만 싸움을 싫어하는 동시에 소심하기에 닌자로써 알맞지 않은 자신의 성격을 고치려 노력하고 있다. 히나타의 성격 때문에 원래 분가로 가야했던 자신의 여동생 휴우가 하나비가 미래의 당주 후보가 되었다. 어떠한 상황이 닥쳐와도 자신을 믿고 수련을 거듭하는 우즈마키 나루토를 보며 어린 시절부터 사랑을 키워왔지만, 극도로 소심한 성격 탓에 나루토에게 말 한마디 제대로 걸지 못한다.
훗날 나루토와 결혼하여 아들 우즈마키 보루토와 딸 우즈마키 히마와리를 낳는다.